# Flugplatz Belaja

i7
i11
i13
Der Flugplatz Belaja (ICAO-Code: UIIB, RU-LID: ЬИИБ) ist ein Flugplatz etwa 85 Kilometer nordwestlich der sibirischen Stadt Irkutsk. Westlich vom Flugplatz liegt an der Fernstraße R255 die Siedlung Sredni.

## Geschichte
Der Flugplatz wird von den Fernfliegerkräften verwendet. Im Jahr 2016 war hier das 200. Schwere Gardebomberregiment stationiert, das im August sechs Tu-22M3-Bomber zur Stationierung im iranischen Hamadan abgeben sollte. Dies wurde wenige Tage später nach Spannungen zwischen beiden Regierungen wieder rückgängig gemacht.
Bei einer großangelegten militärischen Aktion („Operation Spinnennetz“) des ukrainischen Inlandsgeheimdienstes SBU wurden am 1. Juni 2025 mittels mehr als 100 autonom gesteuerter Drohnen, die unmittelbar vor Ort gestartet wurden, laut ukrainischen Angaben mehr als 40 Flugzeuge der Typen A-50, Tu-95 und Tu-22M3 an vier verschiedenen Militärflugplätzen, darunter Belaja, beschädigt oder zerstört; mittels Satellitenbildern konnte der Verlust, bzw. Beschädigung von mindestens vier Tu-22M3 und vier Tu-95 alleine auf dem Flugplatz Belaja bestätigt werden. Als Reaktion wurde ein Tu-160-Bomber auf den Flughafen Ugolny verlegt.